# پایشر (آلمان)
پایشر (به آلمانی: Picher) یک شهر در آلمان است که در لودویگسلوست-پارشیم واقع شده‌است. پایشر ۷۴۴ نفر جمعیت دارد.